# Freeway (rapper)
 For alternative betydninger, se Freeway. (Se også artikler, som begynder med Freeway)
Leslie Edward Pridgen (født 24. marts 1975), bedre kendt under sit kunstnernavn Freeway, er en amerikansk rapper. Bedst kendt for sin ansættelse hos Roc-A-Fella Records og hans tilhørsforhold til Jay-Z og Beanie Sigel, er han kendt for sin skingre levering (beslægtet med Ghostface Killah) Han har et langt skæg, på grund af sin muslimske tro. Hans kaldenavn er ikke afledt af navnet på den berygtede narkohandler "Freeway" Ricky Ross. Han var medlem af rap-gruppen Ice City, er medlem af rap-gruppen State Property og for nylig skrev han kontrakt med Cash Money Records.
Han er også en spilbar figur i kampvideospillet Def Jam: Fight for NY fra 2004.

## Diskografi

### Album
- 2003: Philadelphia Freeway
- 2007: Free At Last
- 2009: Philadelphia Freeway 2
- 2010: The Stimulus Package (w/ Jake One)
- 2010: The Roc Boys (w/ Beanie Sigel)

Mixtapes
- 2010: Freelapse

Bootlegs
- 2009: Streetz Is Mine
- 2010: This Is My Life

### Singler
- 2002: "Line 'Em Up" (med Young Chris)
- 2002: "What We Do" (med Jay-Z & Beanie Sigel)
- 2003: "Flipside" (med Peedi Crakk)
- 2003: "Alright" (med Allen Anthony)
- 2005: "Where U Been" (med DMX)
- 2007: "Roc-A-Fella Billionaires" (med Jay-Z)
- 2007: "Take It To The Top"  (med 50 Cent)
- 2007: "Still Got Love"
- 2007: "It's Over"
- 2007: "Step Back" (med Lil Wayne)
- 2007: "Lights Get Low" (med Rick Ross & Dre)
- 2008: "How We Ride" (gæst på White Van Music af Jake One)
- 2008: "The Truth" (med Brother Ali; gæst på White Van Music af Jake One)
- 2008: "Reparations" (med Lloyd Banks)
- 2009: "When I Die" (med James Blunt)
- 2009: "Rap Money"  (med Thee Tom Hardy & Young Chris}
- 2009: "Finally Free"
- 2010: "Know What I Mean" (med Jake One)
- 2010: "She Makes Me Feel Alright"(med Jake One)